# Cométique
Cet article possède un paronyme, voir Cosmétique.
Le cométique est un traîneau traditionnel inuit du Grand Nord canadien servant au transport de marchandises et biens divers sur la neige ou sur la glace. Son homologue algonquin est la traîne sauvage (tobaganne, tabaganne).

## Description
Le cométique est un traîneau bas et long, tiré par un ou plusieurs chiens attelés. Le chien de tête de la meute attelée obéit au meneur, impose le pas de la course et la direction à prendre aux autres chiens. 

## Étymologie
Le terme cométique est d'origine inuktitut.

## Dans la culture
Le mot cométique apparaît dans une chanson de Gilles Vigneault. Dans cette chanson à répondre, on trouve : « Au mois d'octobre ils ont compris... fallut sortir pièges et fusils... le bateau dans la glace est pris... des cométiques ils ont construit... »